# Liste diffuser Nebel
Diese Seite listet bekannte diffuse Nebel und Dunkelwolken auf.
| Name (Deutsch)                            | Name (Englisch)                                | LBN oder LDN | NGC oder IC                                                    | Andere Kataloge                      | Sternbild                | Distanz (ca. Lj) | Scheinbare Helligkeit    |
| ----------------------------------------- | ---------------------------------------------- | ------------ | -------------------------------------------------------------- | ------------------------------------ | ------------------------ | ---------------- | ------------------------ |
| De Mairans Nebel / Kleiner Orionnebel     | De Mairan’s Nebula                             |              | NGC 1982                                                       | M 43                                 | Orion (Sternbild)        | 1300             | +8,0                     |
| Eiernebel / Egg-Nebel                     | Egg Nebula                                     |              |                                                                | CRL 2688                             | Schwan (Sternbild)       | 3000             | +13,5                    |
| Entennebel / Thors Helm                   | Duck Nebula, Thor’s Helmet                     |              | NGC 2359 + IC 468                                              |                                      | Großer Hund              | 15000            | +9,0 (NGC 2359)          |
| Hubbles Veränderlicher Nebel              | Hubble’s Variable Nebula                       |              | NGC 2261                                                       |                                      | Einhorn (Sternbild)      | 3000             | +9,5                     |
| Katzenpfotennebel                         | Cat’s Paw Nebula / Bear Claw Nebula            |              | NGC 6334                                                       | Gum 64                               | Schütze (Sternbild)      | 5500             | -                        |
| Kokonnebel                                | Cocoon Nebula                                  |              | IC 5146                                                        |                                      | Schwan (Sternbild)       | 3900             | -                        |
| Lagunennebel                              | Lagoon Nebula                                  |              | NGC 6523 + NGC 6530 (Sternhaufen)                              | M 8 / W 29                           | Schütze (Sternbild)      | 4300             | +5,8                     |
| Lambda Centauri-Nebel                     | Running Chicken Nebula, Lambda Centauri Nebula |              | um Sternhaufen IC 2948                                         |                                      | Zentaur (Sternbild)      | 8000             | -                        |
| Minkowskis Fußabdruck                     | Footprint Nebula                               |              |                                                                | M 1-92                               | Schwan (Sternbild)       | 8000             | +11,7                    |
| Omeganebel / Schwanennebel                | Omega Nebula / Swan Nebula                     |              | NGC 6618                                                       | M 17                                 | Schütze (Sternbild)      | 5900             | +7,0                     |
| Orionnebel / Großer Orionnebel            | Great Orion Nebula                             | LBN 974      | NGC 1976                                                       | M 42                                 | Orion (Sternbild)        | 1300             | +3,5                     |
| Pferdekopfnebel                           | Horsehead Nebula                               |              |                                                                | Barnard 33 + IC 434                  | Orion (Sternbild)        | 1400             | -                        |
| Schleiernebel / Cirrusnebel / Cygnus Loop | Cirrus Nebula / Veil Nebula                    |              | NGC 6960 + NGC 6974 + NGC 6979 + NGC 6992 + NGC 6995 + IC 1340 |                                      | Schwan (Sternbild)       | 2000             | +9,0 / + 7,5 / + 7,5 / - |
| Tarantelnebel                             | Tarantula Nebula                               | -            | NGC 2070                                                       |                                      | Schwertfisch (Sternbild) | 180.000 (in GMW) | +5,4                     |
| Trifidnebel                               | Trifid Nebula                                  |              | NGC 6514                                                       | M 20 / + Barnard 85                  | Schütze (Sternbild)      | 2700             | +8,5                     |
|                                           | Embryo Nebula                                  |              | IC 1848                                                        |                                      | Kassiopeia (Sternbild)   | 7800             | -                        |
|                                           | Ghost Nebula                                   |              | NGC 1977                                                       |                                      | Orion (Sternbild)        | 1300             | +6,5                     |
|                                           | Seagull Nebula                                 |              | NGC 2029 + NGC 2032 + NGC 2035 + NGC 2040                      | ESO 56-156 + ESO 56-160 + ESO 56-164 | Schwertfisch (Sternbild) | 180.000 (in GMW) | -                        |

## Emissionsnebel / HII-Region
| NGC oder IC      | LBN              | Andere Kataloge         | Name                                            | Entdeckungsdatum | Sternbild              | Strahlungsquelle Stern oder Sternhaufen | Entfernung (ca. Lj) | Helligkeit (ca. mag) |
| ---------------- | ---------------- | ----------------------- | ----------------------------------------------- | ---------------- | ---------------------- | --------------------------------------- | ------------------- | -------------------- |
| IC 405           | LBN 795          |                         | Flaming Star Nebula                             |                  | Fuhrmann (Sternbild)   |                                         | 1500                | -                    |
| IC 1318          |                  |                         | Gamma-Cygni-Nebel Gamma Cygni Nebula            |                  | Schwan (Sternbild)     | Gamma Cygni                             | 4500                | -                    |
| IC 5067, IC 5070 | LBN 353          | Min 2-69                | Pelikannebel Pelican Nebula                     |                  | Schwan (Sternbild)     |                                         | 2000                | -                    |
| NGC 896          |                  | Min 2-57, Westerhout 4  | Herznebel Heart Nebula                          |                  | Kassiopeia (Sternbild) | IC 1805                                 | 7800                | -                    |
| NGC 1499         | LBN 756          | Sh 2-220                | Kaliforniennebel California Nebula              | 1884             | Perseus (Sternbild)    |                                         | 500 bis 1000        | +5,0 / +6,0          |
| NGC 2024         |                  |                         | Flammennebel, Flammender Baum Flame Nebula      | 1786             | Orion (Sternbild)      |                                         | 1200 bis 1500       | +7,5                 |
| NGC 2246         | LBN 948, LBN 949 | Sh 2-275, Westerhout 16 | Rosettennebel Rosetta Nebula                    | 1864             | Einhorn (Sternbild)    | NGC 2237, 2238, 2239 und NGC 2244       | 4700 bis 5200       | +6,0                 |
| NGC 6888         | LBN 203          |                         | Sichelnebel Crescent Nebula                     | 1792             | Schwan (Sternbild)     | WR 136                                  | 3700 bis 4700       | +10,0                |
| NGC 7000         | LBN 373          | Sh 2-117                | Nordamerikanebel North Amarica Nebula           | 1891             | Schwan (Sternbild)     |                                         | 2000 bis 2500       | +5,0 / +6,0          |
| NGC 7635         | LBN 548          | Sh 2-162                | Blasennebel Bubble Nebula                       | 1787             | Kassiopeia (Sternbild) |                                         | 7100                |                      |
|                  |                  | Sh 2-276                | Barnards Ring, Barnards Schleife Barnard's Loop | 1895             | Orion (Sternbild)      |                                         | 800 bis 1600        | +3,5                 |

| Name     | Messier | NGC      | Andere Kataloge | Entdeckungs- jahr | Distanz (ca. Lj) | Scheinbare Helligkeit |  |
| -------- | ------- | -------- | --------------- | ----------------- | ---------------- | --------------------- |  |
| NGC 2264 |         | NGC 2264 |                 | 1785              | 2500             | +3,9                  |  |
| NGC 248  |         | NGC 248  |                 | 1834              |                  |                       |  |
| NGC 261  |         | NGC 261  |                 | 1826              |                  |                       |  |
| NGC 595  |         | NGC 595  |                 | 1864              |                  | +13,5                 |  |
| NGC 2074 |         | NGC 2074 |                 |                   | 170 000          | +8,5                  |  |
| NGC 2080 |         | NGC 2080 |                 | 1834              | 168 000          | +10,42                |  |

## Reflexionsnebel
| NGC oder IC        | Ced oder DG    | Andere Kataloge | Name                                         | Entdeckungsdatum | Sternbild            | Strahlungsquelle Stern oder Sternhaufen | Entfernung (ca. Lj) | Helligkeit (ca. mag) |
| ------------------ | -------------- | --------------- | -------------------------------------------- | ---------------- | -------------------- | --------------------------------------- | ------------------- | -------------------- |
| IC 349             | Ced 19i        |                 | Barnards Merope-Nebel Barnards Merope Nebula | 1890             | Stier (Sternbild)    | Plejaden                                | 300 bis 400         | ca. 13               |
| NGC 1333           | Ced 16, DG 18  | LBN 741         |                                              | 1855             | Perseus (Sternbild)  |                                         | 1000                | +5,6                 |
| NGC 1432           | -              | LBN 771         | Majanebel Maia Nebula                        |                  | Stier (Sternbild)    | Plejaden (Maia)                         | 300 bis 400         | -                    |
| NGC 1435           | -              |                 | Meropenebel Merope Nebula                    |                  | Stier (Sternbild)    | Plejaden (Merope)                       | 300 bis 400         | -                    |
| NGC 1909 (IC 2118) | Ced 41, DG 52  | LBN 959         | Hexenkopfnebel Witch’s Head Nebula           |                  | Eridanus (Sternbild) | Beta Orionis (Rigel)                    | 800                 | -                    |
| NGC 2068           | Ced 55u, DG 80 | Messier 78      |                                              | 1780             | Orion (Sternbild)    |                                         | 1600                | +8,0                 |
| NGC 6729           |                |                 |                                              | 1861             | Corona Australis     | R Coronae Australis                     | 400                 |                      |
| NGC 7129           | -              | LBN 497         |                                              | 1794             | Kepheus (Sternbild)  |                                         | 3300                | +11,5                |

## Dunkelwolken
| Barnard                        | LDN                                         | Andere Kataloge     | Name                      | Entdeckungsdatum | Sternbild           | Entfernung (ca. Lj) |
| ------------------------------ | ------------------------------------------- | ------------------- | ------------------------- | ---------------- | ------------------- | ------------------- |
| Barnard 59, 65, 66, 67, 77, 78 | LDN 1746, LDN 1772, LDN 1768, - , LDN 69, - |                     | Pfeifennebel Pipe Nebula  |                  | Schütze (Sternbild) | 500                 |
| Barnard 86                     | LDN 93                                      |                     | Tintenklecks Ink Spot     |                  | Schütze (Sternbild) | 5500                |
| Barnard 168                    | -                                           | -                   | Dunkelzigarre Caterpillar |                  | Schwan (Sternbild)  | 3900                |
| -                              | -                                           | keine Katalognummer | Kohlensack Coalsack       |                  | Kreuz des Südens    | 2000                |

## Nebelkomplexe
| NGC oder IC | LBN    | Andere Kataloge | Name                                            | Entdeckungsdatum | Sternbild            | Strahlungsquelle Stern oder Sternhaufen | Entfernung (ca. Lj) | Helligkeit (ca. mag) |
| ----------- | ------ | --------------- | ----------------------------------------------- | ---------------- | -------------------- | --------------------------------------- | ------------------- | -------------------- |
| IC 4703     | LBN 67 |                 | Adlernebel Eagle Nebula, Star Queen             | 1785             | Schlange (Sternbild) | NGC 6611, Messier 16                    | 5600 bis 7000       | +6,0                 |
| NGC 3372    |        | GUM 33, RCW 53  | Carinanebel, Eta-Carina-Nebel Eta Carina Nebula | 1751             | Kiel des Schiffes    | Eta-Carinae-Mehrfachsystem              | 6000 bis 7000       | +3,0                 |

| Name             | Messier | NGC      | Andere Kataloge | Entdeckungsjahr | Distanz (ca. Lj) | Scheinbare Helligkeit |
| ---------------- | ------- | -------- | --------------- | --------------- | ---------------- | --------------------- |
| Lagunennebel     | M 8     | NGC 6523 |                 | 1747            | 5200             | +6,0                  |
| De Mairans Nebel | M 43    | NGC 1982 |                 | 1731            | 1600             | +9,0                  |
| Omeganebel       | M 17    | NGC 6618 |                 | 1745            | 5500             | +6,0                  |
| Orionnebel       | M 42    | NGC 1976 |                 | 1610            | 1500             | +4,0                  |
| Tarantelnebel    |         | NGC 2070 |                 | 1751            | 170 000          | +8,3                  |
| Trifidnebel      | M 20    | NGC 6514 |                 | 1764            | 5200             | +6,3                  |
| NGC 604          |         | NGC 0604 |                 | 1784            | 2 700 000        | +14,0                 |

## Bildergalerie

Adlernebel (IC 4703) in Messier 16
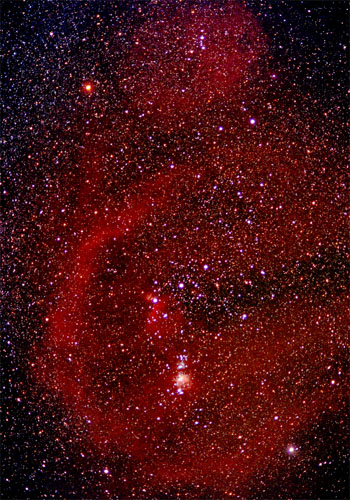
Barnards Loop (Sharpless 2-276)
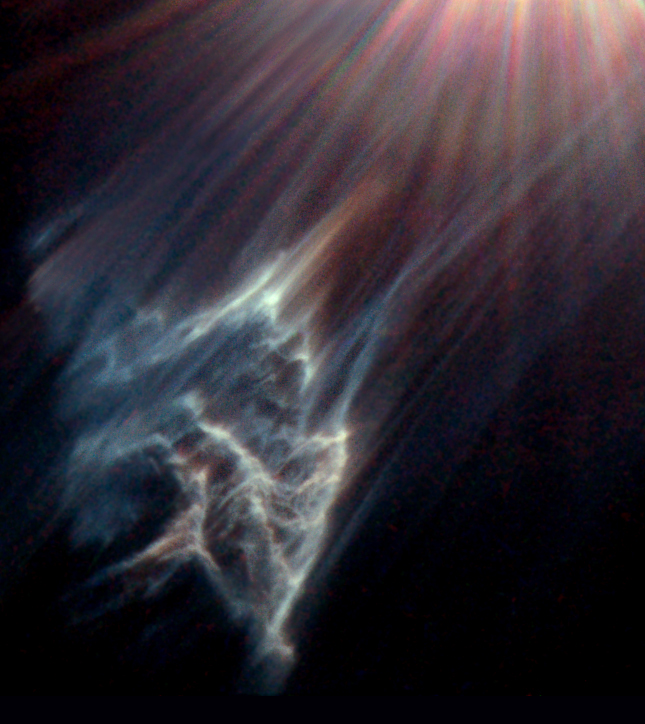
Barnards-Merope-Nebel (IC 349)
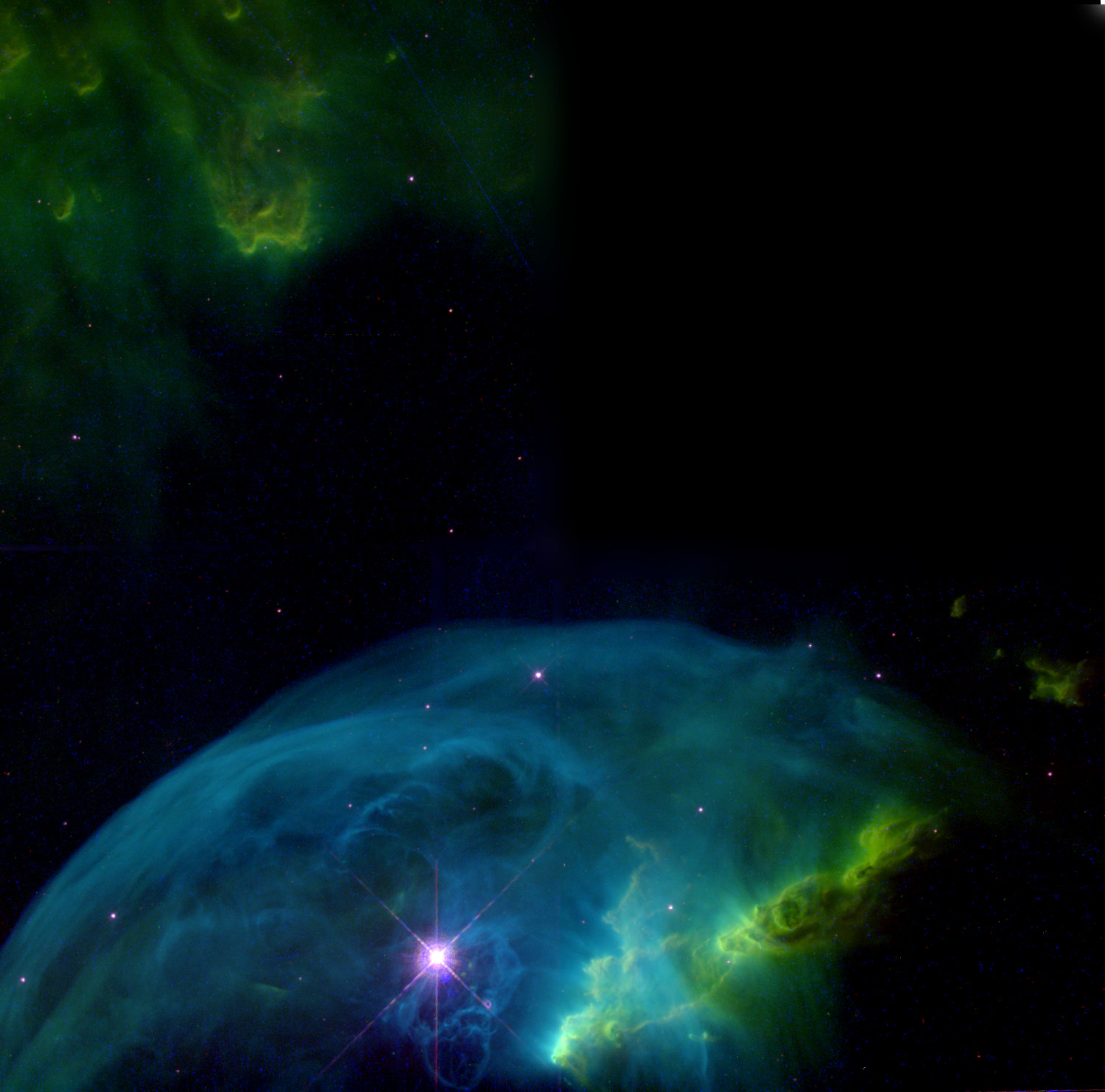
Blasennebel (NGC 7635)
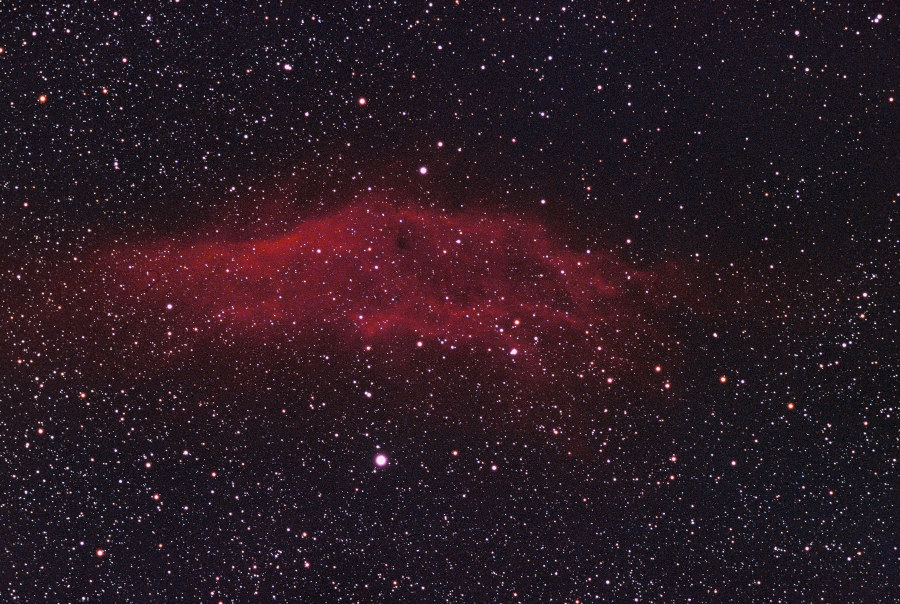
Californiennebel (NGC 1499)
De Mairans Nebel (NGC 1982, Messier 43)
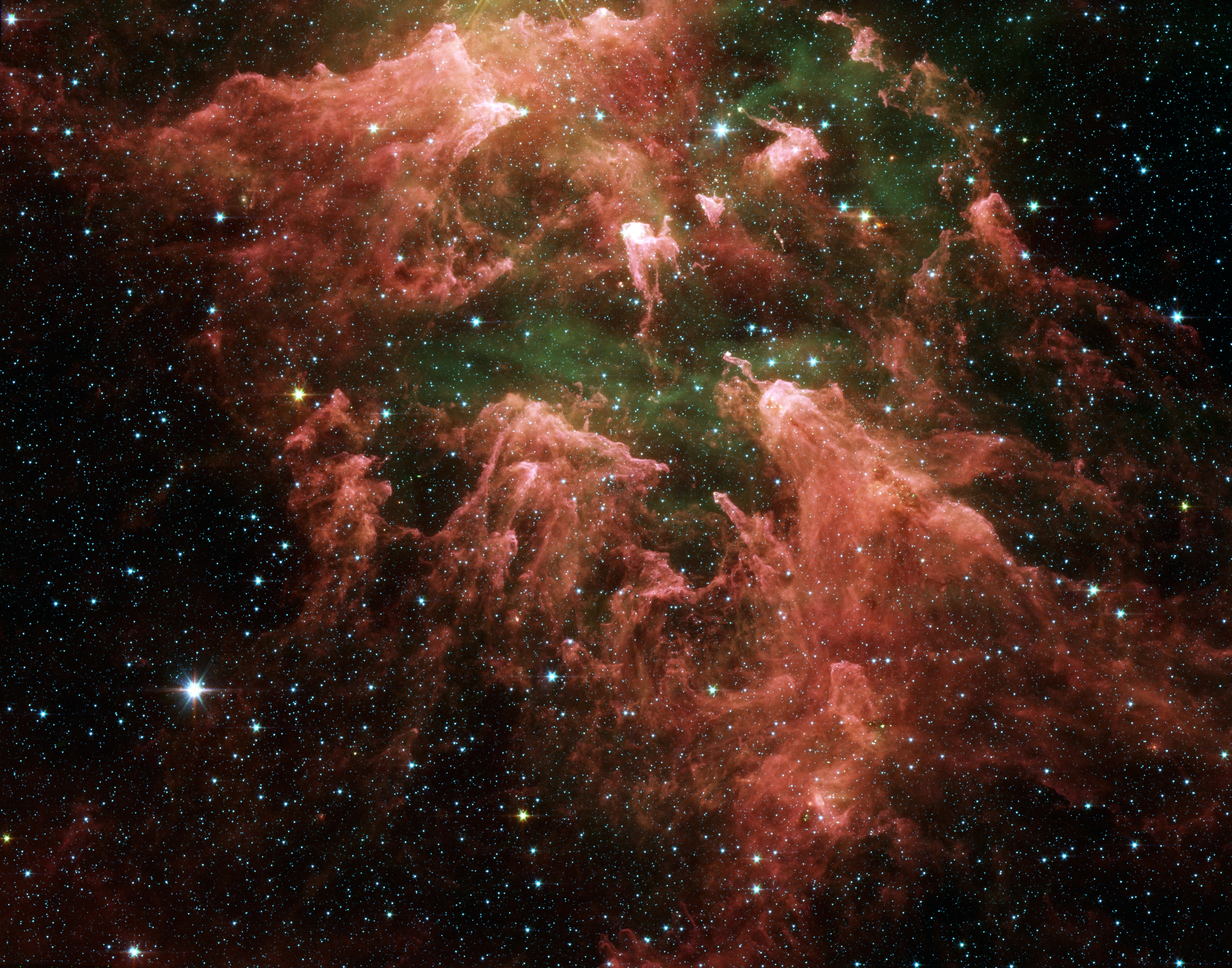
Eta-Carina-Nebel (NGC 3372)
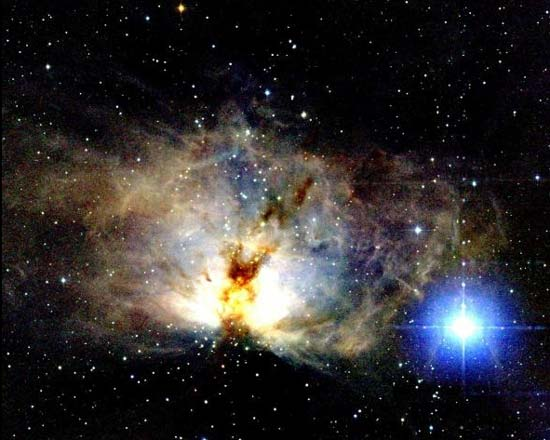
Flammennebel (NGC 2024)
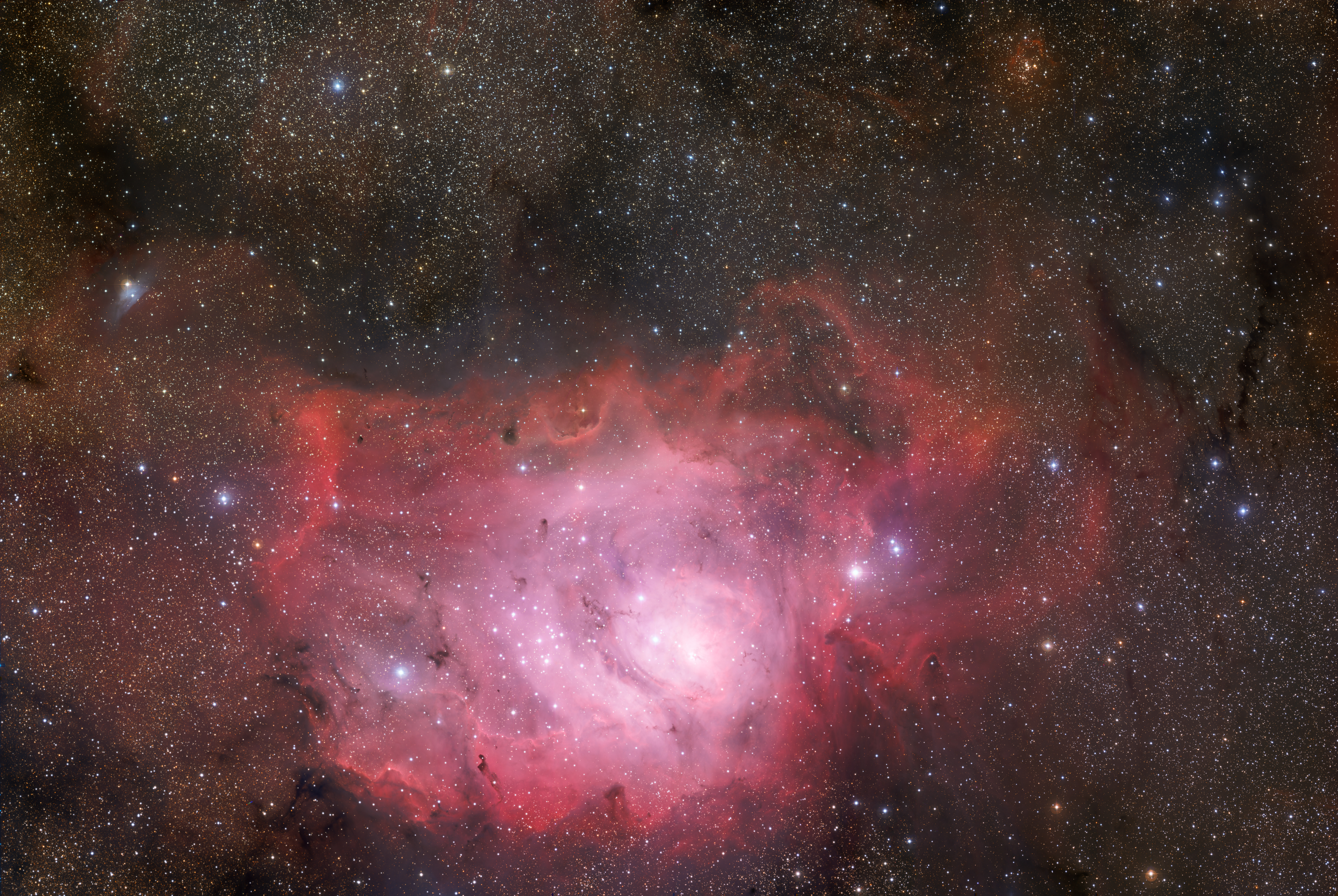
Lagunennebel (NGC 6523, Messier 8)
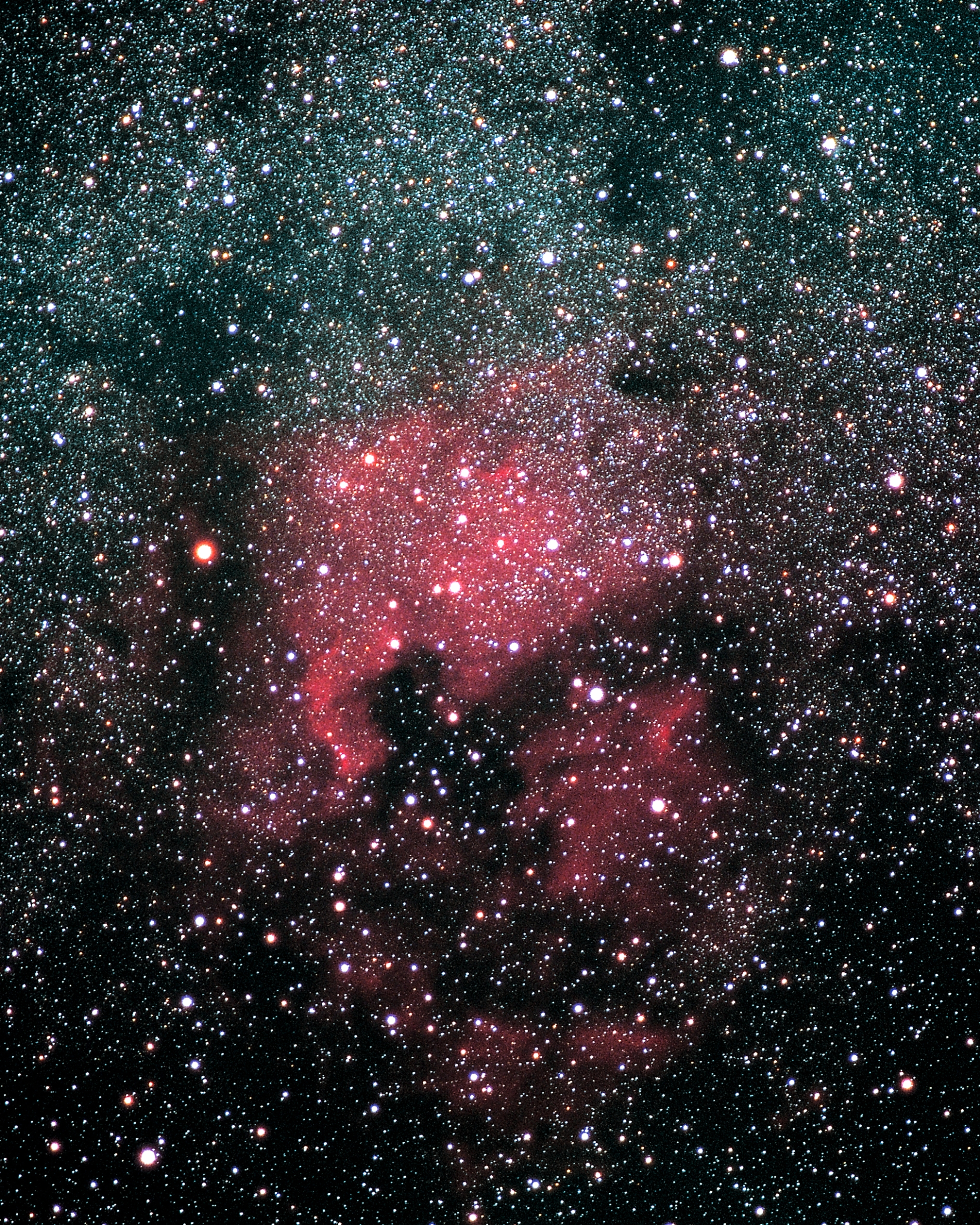
Nordamerikanebel (NGC 7000)
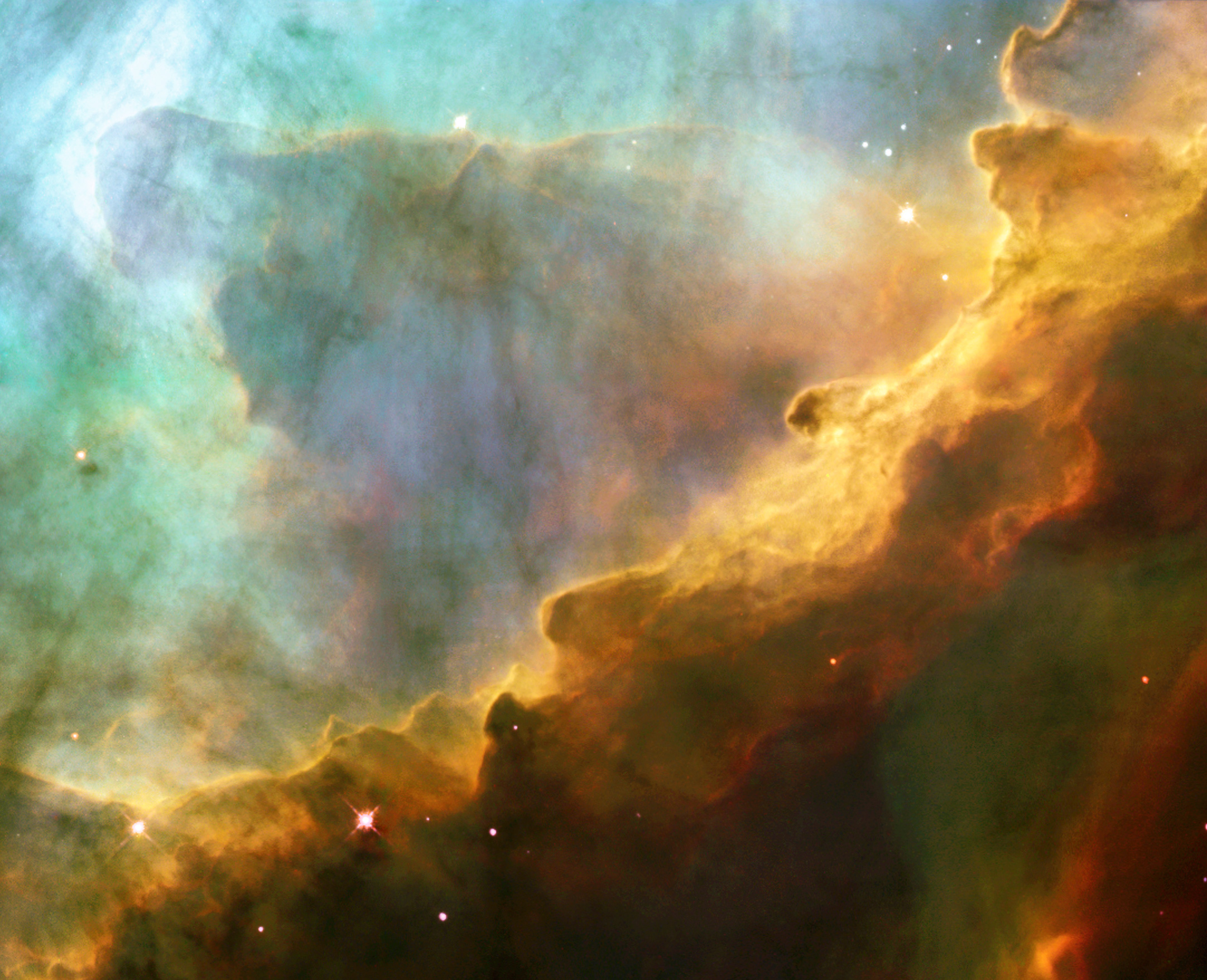
Omeganebel (NGC 6618, Messier 17)
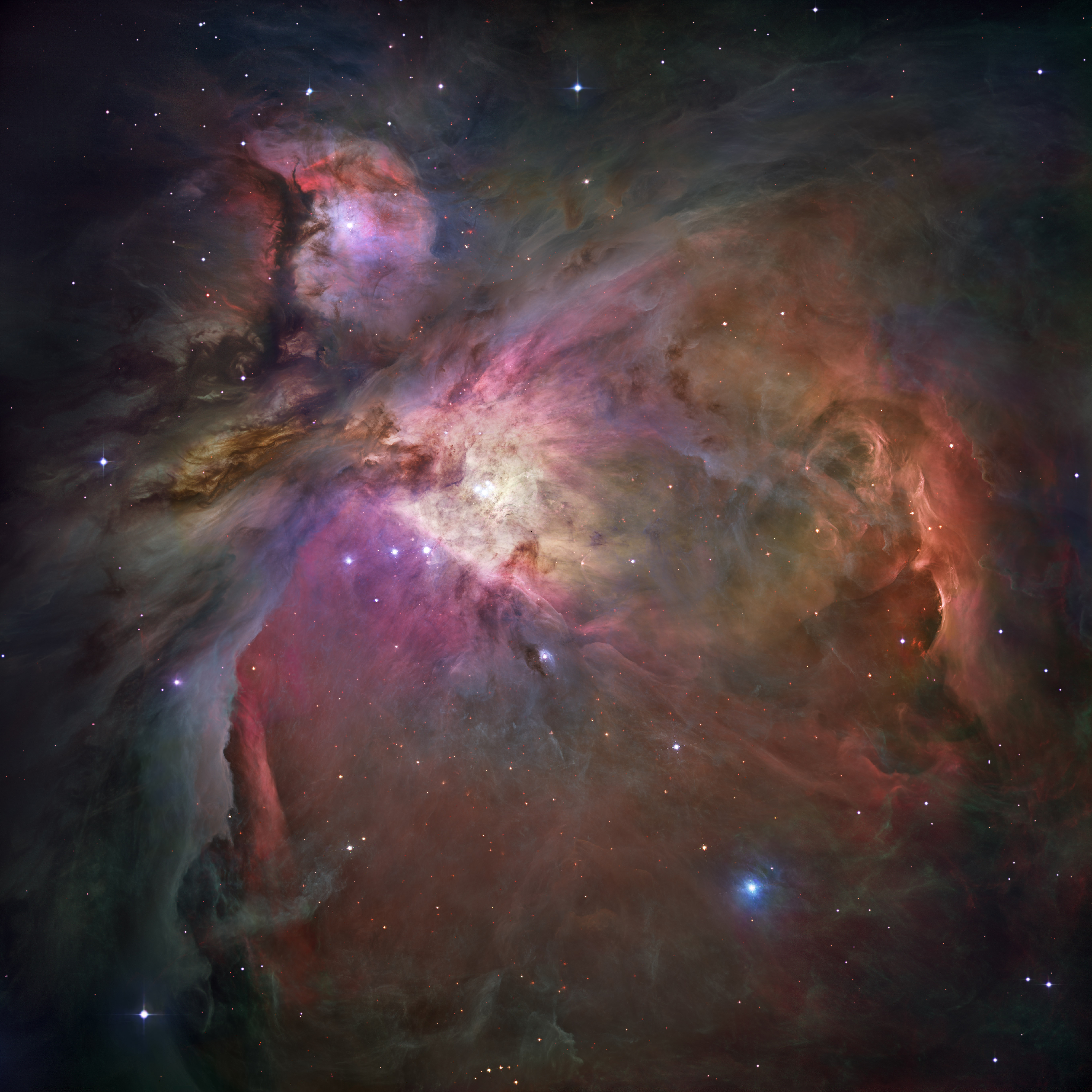
Orionnebel (NGC 1976, Messier 42)
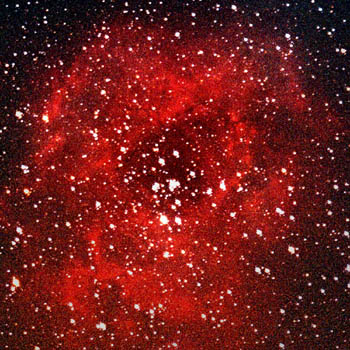
Rosettennebel (NGC 2237)
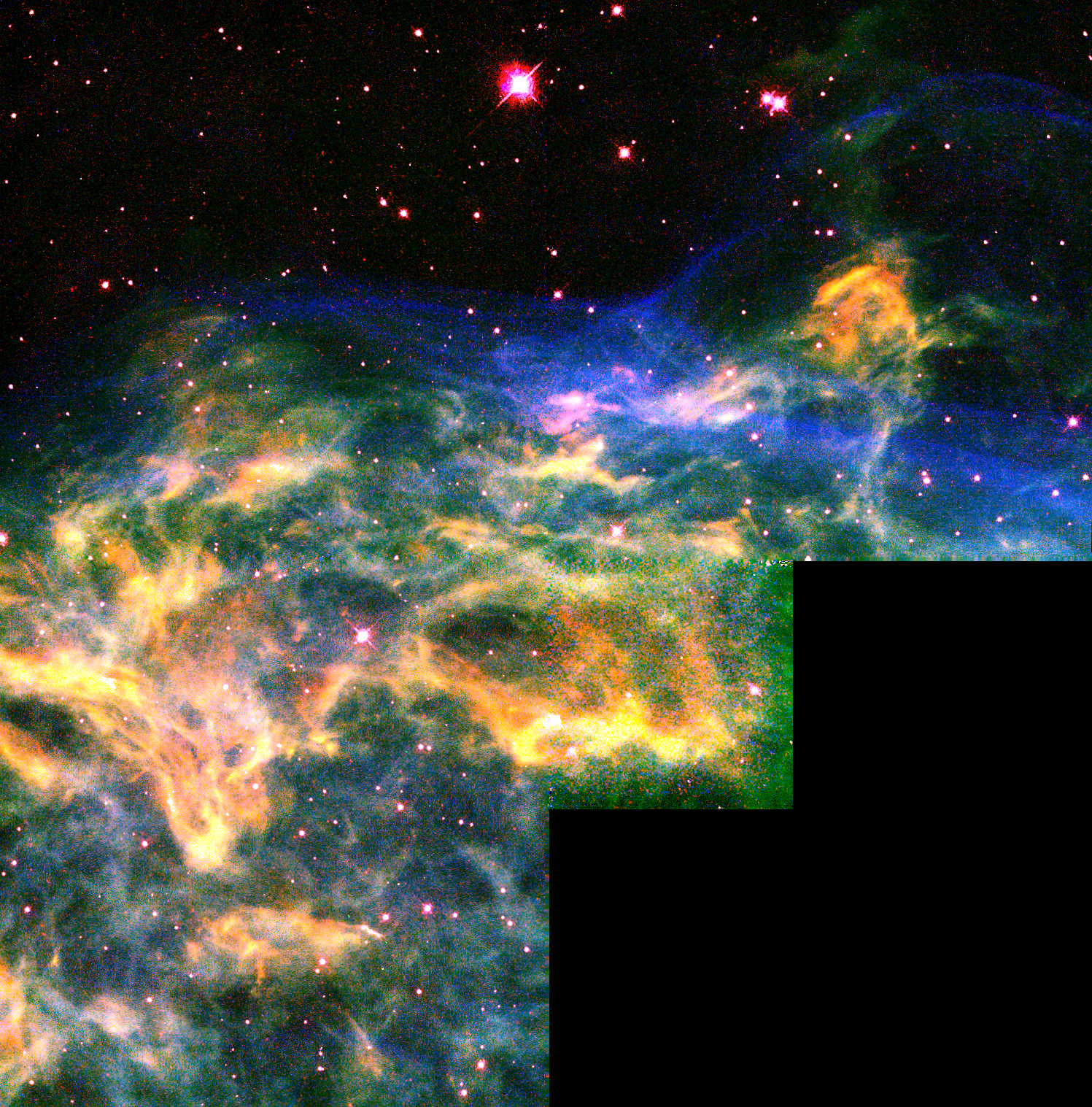
Sichelnebel (NGC 6888)
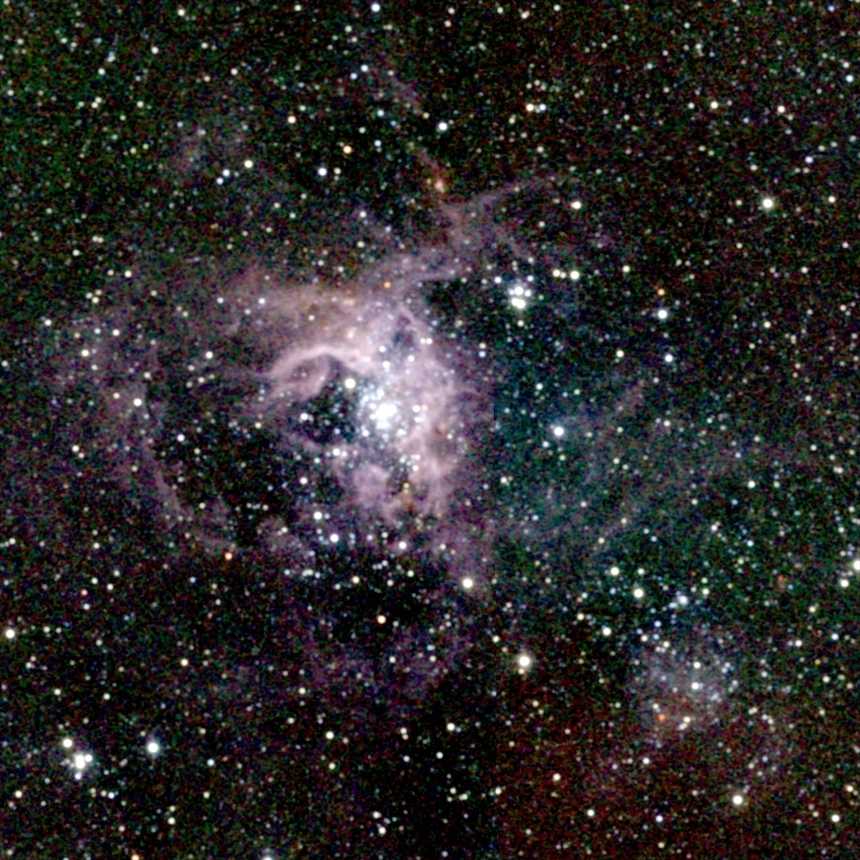
Tarantelnebel (NGC 2070)
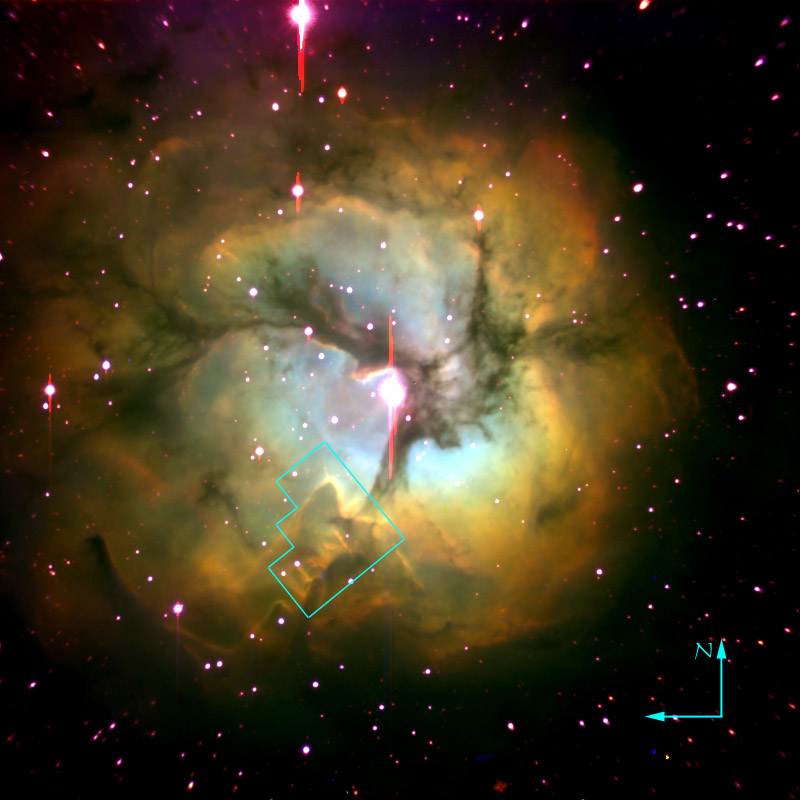
Trifidnebel (NGC 6514, Messier 20)
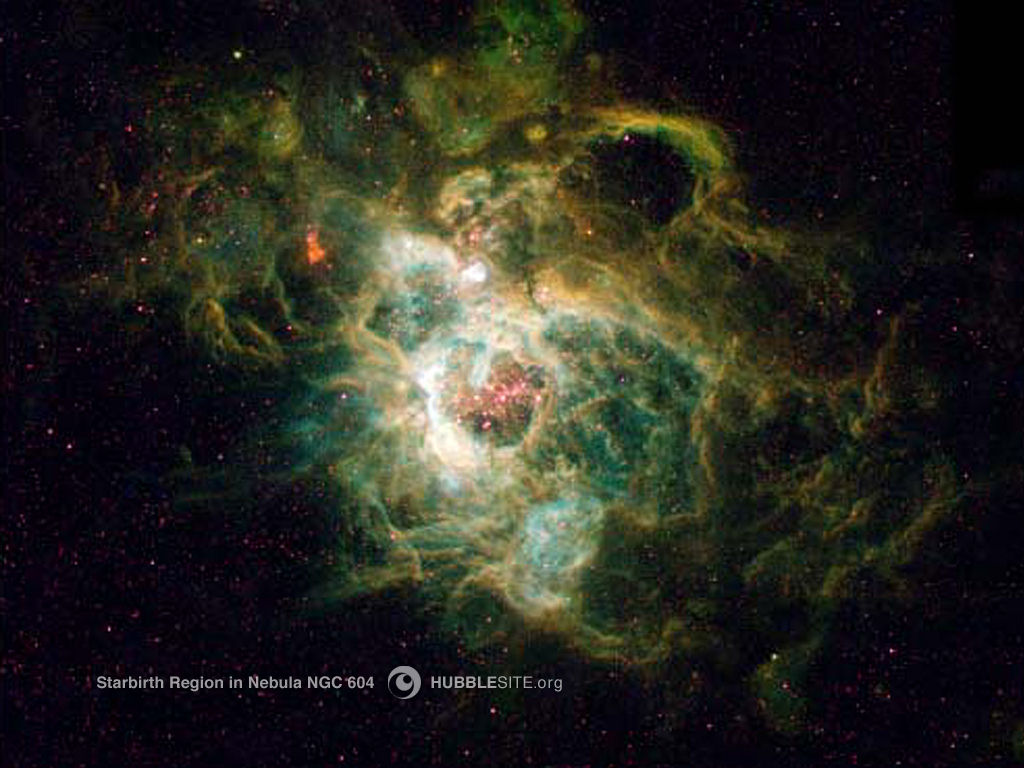
NGC 604
NGC 1333
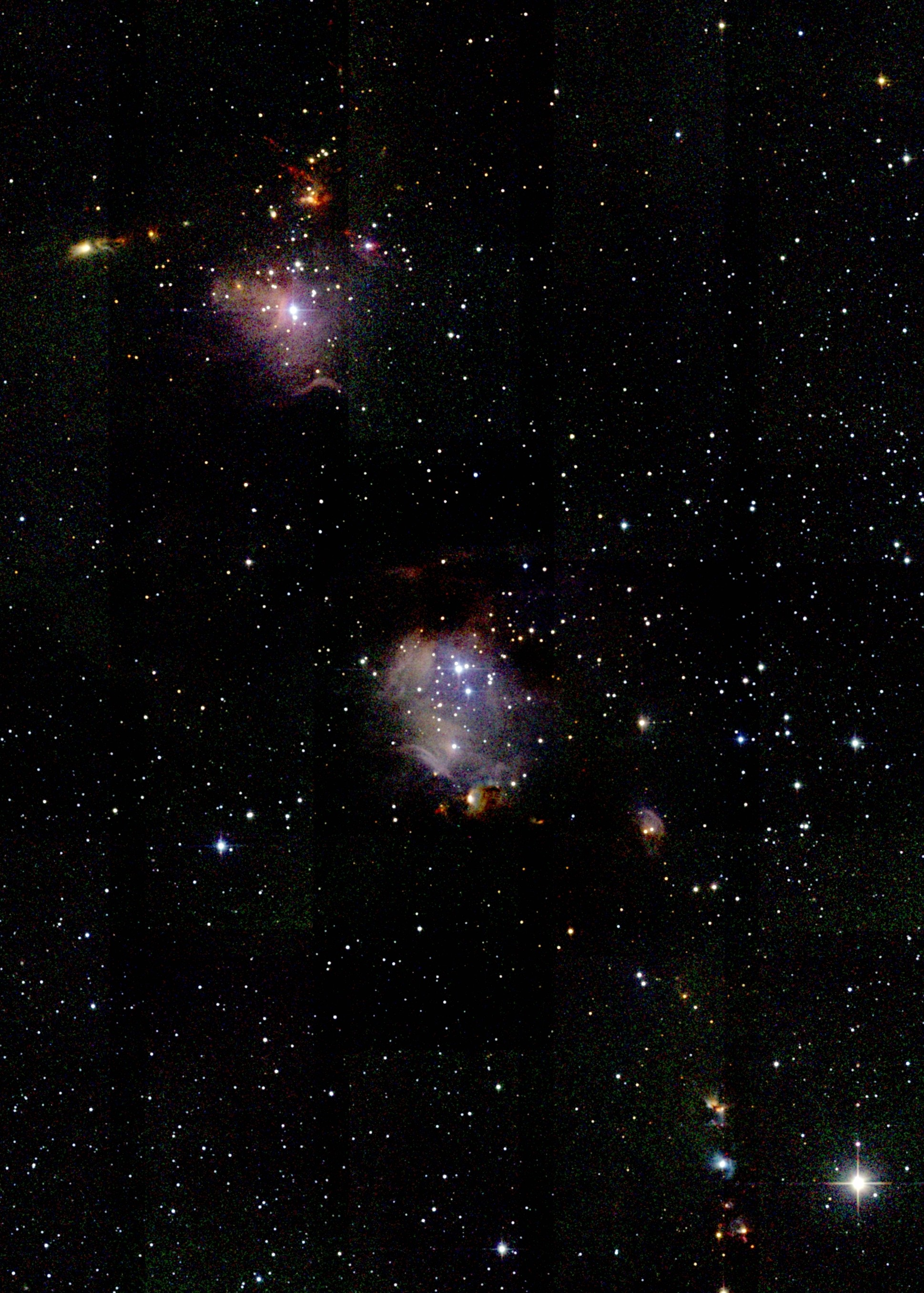
NGC 2068 (Messier 78)
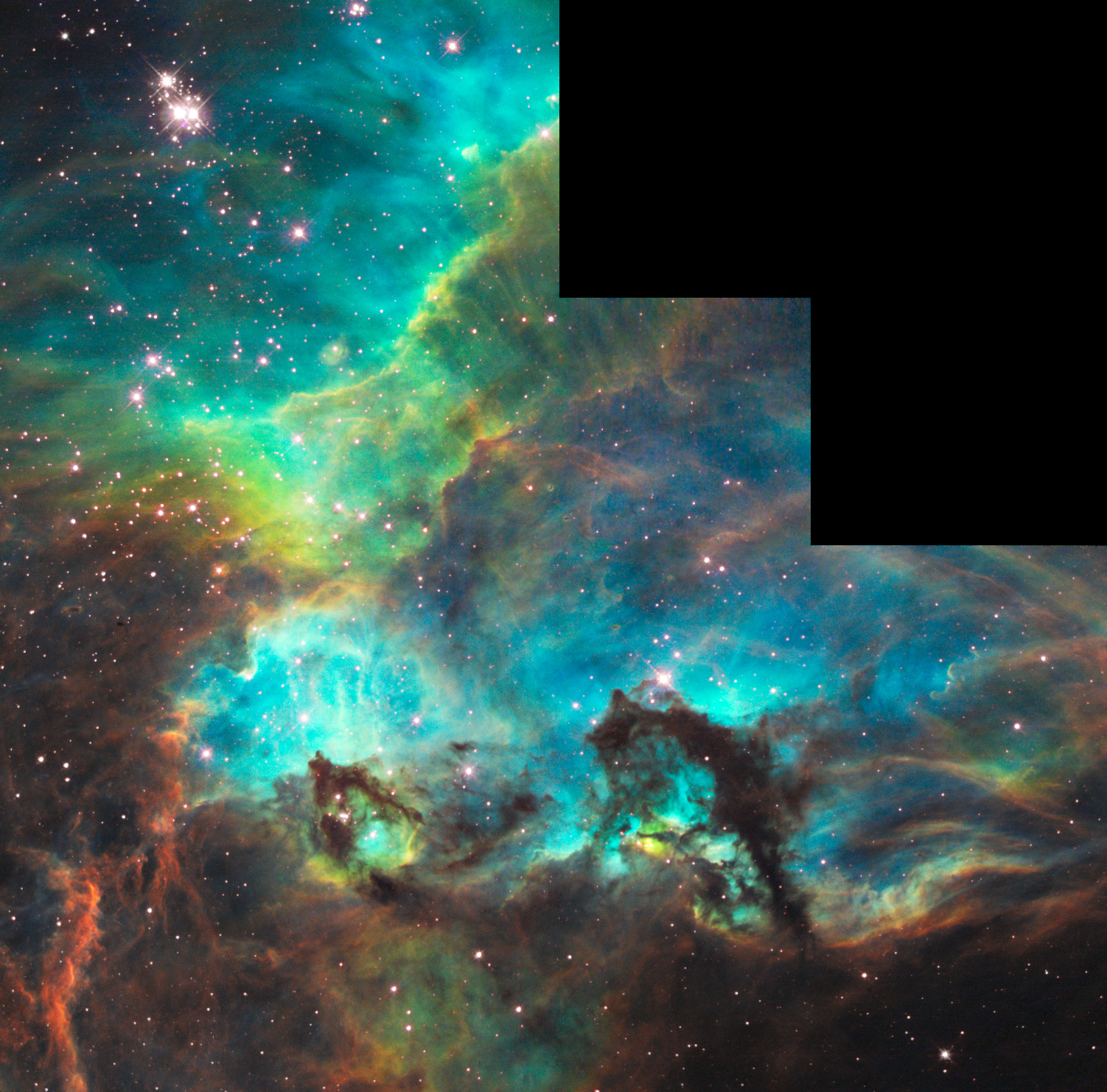
NGC 2074
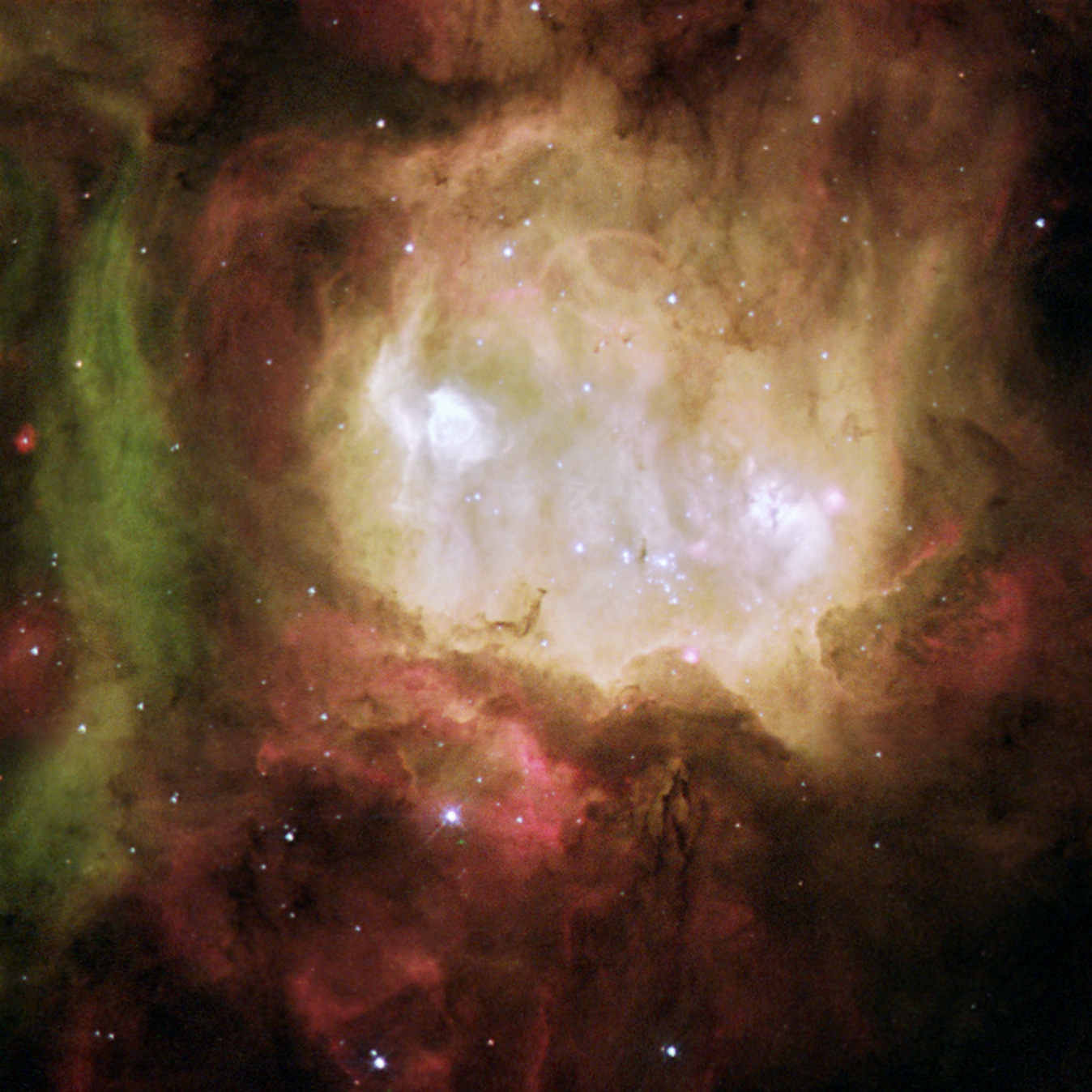
NGC 2080
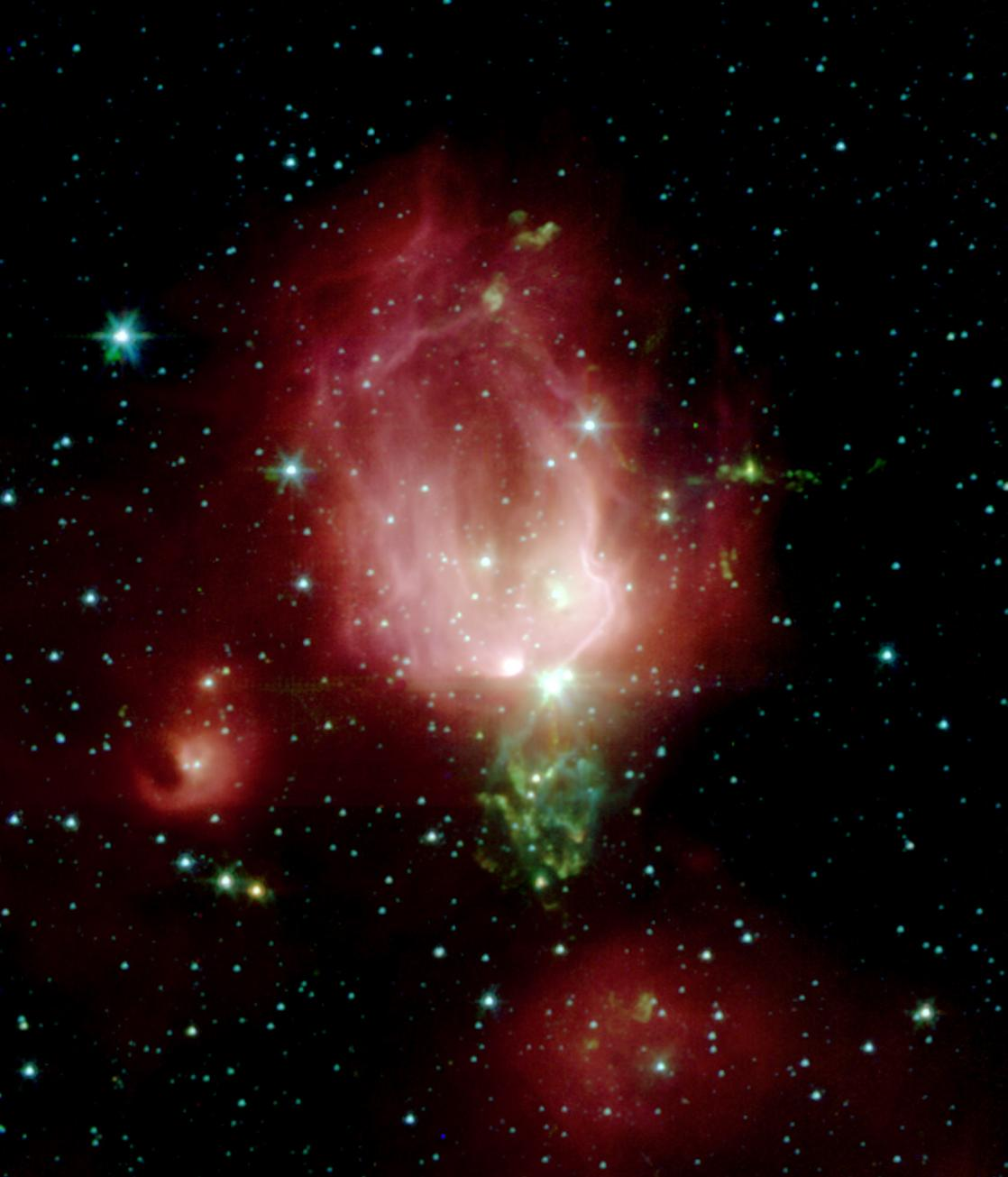
NGC 7129
Nebel Sharpless 2-273 im Christbaumhaufen (NGC 2264)